# Jasmin Mujdža
Jasmin Mujdža (ur. 2 marca 1974 w Zagrzebiu) – bośniacki piłkarz występujący na pozycji pomocnika, reprezentant kraju. Posiada także obywatelstwo chorwackie.

## Życiorys
Brat Mensura. Wychowanek NK Samobor, w którym występował do 1997 roku. Następnie przeszedł do Hajduka Split, gdzie przez dwa i pół roku rozegrał ponad 70 spotkań w Prvej HNL. 14 maja 1998 roku zadebiutował w reprezentacji w przegranym 0:5 towarzyskim meczu z Argentyną. Na początku 2000 roku został zawodnikiem Hapoelu Petach Tikwa. W Ligat ha’Al zadebiutował 4 marca w wygranym 8:1 spotkaniu z Maccabi Herclijja. Ogółem rozegrał 37 spotkań w najwyższej lidze Izraela. W 2001 roku wrócił do Chorwacji, wiążąc się z NK Zagreb. W klubie tym w sezonie 2001/2002 rozegrał jeden mecz. W tamtym sezonie jego klub zdobył mistrzostwo kraju. Na początku 2002 roku przeszedł do NK Imotski, gdzie był zawodnikiem przez pół roku. W połowie 2002 roku został piłkarzem Seongnam FC, dla którego rozegrał 16 meczów w K League, zdobywając także z klubem mistrzostwo Korei Południowej w latach 2002–2003. W lipcu 2003 roku przeszedł do HNK Rijeka, z którym w 2005 roku zdobył Puchar Chorwacji. W latach 2005–2006 występował w Kamenie Ingrad, sezon 2006/2007 spędził na grze w NK Zadar, następnie grał w Hrvatskim Dragovoljacu, NK Ponikve i NK Nur Zagrzeb. W 2012 roku zakończył karierę zawodniczą. Po zakończeniu kariery piłkarskiej pracował jako trener przygotowania fizycznego w Gangwon FC (2011), NK Maksimir (2013–2014), Dinamo Tbilisi (2014–2015), FC Seoul (2016), Jiangsu Suning (2016–2017) i Incheon United (2018–2019).

## Statystyki ligowe
| Sezon         | Klub                    | Liga        | Mecze | Gole |
| ------------- | ----------------------- | ----------- | ----- | ---- |
| 1997/1998     | Hajduk Split            | Prva HNL    | 31    | 0    |
| 1998/1999     | Hajduk Split            | Prva HNL    | 31    | 1    |
| 1999/2000 (j) | Hajduk Split            | Prva HNL    | 9     | 1    |
| 1999/2000 (w) | Hapoel Petach Tikwa     | Ligat ha’Al | 11    | 0    |
| 2000/2001     | Hapoel Petach Tikwa     | Ligat ha’Al | 26    | 0    |
| 2001/2002 (j) | NK Zagreb               | Prva HNL    | 1     | 0    |
| 2002 (j)      | Seongnam Ilhwa Chunma   | K League    | 16    | 0    |
| 2003 (w)      | Seongnam Ilhwa Chunma   | K League    | 0     | 0    |
| 2003/2004     | HNK Rijeka              | Prva HNL    | 18    | 0    |
| 2004/2005     | HNK Rijeka              | Prva HNL    | 29    | 1    |
| 2005/2006     | NK Kamen Ingrad         | Prva HNL    | 19    | 0    |
| 2006/2007     | NK Zadar                | Druga HNL   | 24    | 1    |
| 2007/2008     | NK Hrvatski Dragovoljac | Druga HNL   | 26    | 1    |
| 2008/2009     | NK Hrvatski Dragovoljac | Druga HNL   | 24    | 1    |
| 2009/2010     | NK Ponikve              | Četvrta HNL | 17    | 0    |